# فندق شيراتون مونتيفيديو
فندق شيراتون مونتيفيديو يقع في بونتا كاريتاس، مونتيفيديو، أوروغواي, يدار من قبل شيراتون للفنادق والمنتجعات. الفندق يصنف بأنه أفخر فندق في المدينة.

## روابط خارجية
- الموقع الرسمي للفندق